# Midjourney
Midjourney（ミッドジャーニー）は、テキストの説明文から画像を作成する独自の人工知能プログラムであり、また同プログラムを開発している独立した研究所の名称でもある。かつてはクローズドベータ版が運用され、2022年7月13日にオープンベータ版への移行が発表された。Midjourneyのチームは、Leap Motion社の共同設立者であるデビッド・ホルツが率いている。かつてはフリーミアムビジネスモデルを使用し制限付きの無料利用枠を提供していたが、現在は有料利用枠のみの提供となっている。2022年8月、ホルツはThe Registerの取材に対し、同社はすでに利益を上げていると語っている。利用者はDiscordのBotコマンドを使用して、Midjourneyでアートワークを作成する。同様のプログラムにはオープンソースのStable DiffusionやOpenAIのDALL-Eが存在する。
Midjourneyは、アーティストによってインターネット上に公開された画像を教師データとして利用しているが、その画像の大半は著作権で保護されており、収集・利用への同意も得ていないため、倫理的・法的問題の有無を巡って米国にて集団訴訟が発生している。

## 機能性
Midjourney は、テキストプロンプトもしくは参考画像に基づき、画像に変換することが主要な機能である。画像の種類は実際の写真のように見えるものからイラスト調のものまで多岐に渡り、ユーザーは生成モデルを指定することで出力する画像のスタイルを指定することが可能である。

## 使用例
デビッド・ホルツは、アーティストをMidjourneyの競争相手ではなく顧客として見ていると語っている。ホルツがThe Registerの取材に対し、アーティストはMidjourneyを自分達が仕事を始める前に、クライアントに見せるための芸術的なコンセプトのラピッドプロトタイピング作成に利用しているとのことである。Midjourneyのトレーニングセットには著作権で保護されたアーティストの作品が含まれているため、一部のアーティストから「Midjourneyはオリジナルの創作物を軽んじている」と非難されている。
イギリスの雑誌・エコノミストは、2022年6月号の表紙を制作する際にMidjourneyを使用している。イタリアでは大手新聞社・コリエーレ・デラ・セラが、作家のヴァン二・サントーニがMidjourneyで制作したコミックを掲載した。チャーリー・ウォーゼルはMidjourneyを使用し、雑誌・アトランティックのWarzelのニュースレター用にアレックス・ジョーンズの画像を2つ作成した。ウォーゼルはAIが作成した表紙を使用したことで、アーティストから仕事を奪っているのではという批判を受け、生成された画像の使用を決定したことについての記事で自分の行動を「誤り」だとした。『Last Week Tonight with John Oliver』では、2022年8月に放送されたエピソードでMidjourneyに関する10分間のセグメントが含まれた。
2022年のコロラド・ステート・フェアで開催されたデジタルアートコンペティションでは、Midjourneyが作成した画像「Théâtre d'Opéra Spatial」が1位を獲得した。Midjouneyでこの画像を作成したジェイソン・アレンは、画像をキャンバスに印刷し、「Jason M. Allen via Midjourney」という名前でコンテストに応募している。このことは、他のデジタルアーティストを動揺させるニュースとなった。アレンは「大会のルールに従った」と言い張り、釈然としない様子を見せている。審査員2名はMidjourneyがAIを使用し画像を生成していることを知ってはいなかったが、二人とも後に「知っていたとしても、アレンに最優秀賞を与えていただろう」と話った。

## 批判

### 権利侵害の可能性
Midjourneyをはじめとする画像生成AIは、アーティストがWeb上に公開した作品をスクレイピングして教師データを確保しているが、作品を制作したアーティストの同意や許可を得ずに行われることが多い。そのため、画像生成AIが著作権法に違反しているのではないかという疑問が投げかけられている。
『ハーバード・ビジネス・レビュー』は、ネット上に公開された無数の著作物を訓練データとして利用する現行の画像生成AIについて、知的財産権を侵害している可能性があるとして、潜在的な法的リスクを指摘している。そして、訓練データが権利者のライセンスを受けていることが望ましく、生成されたコンテンツの出所を示す手段が必要であるとしている。
オレゴン州在住の漫画家サラ・アンダーソンら3人の原告はAIアートの違法性を訴え、オープンソースの画像生成AI・Stable Diffusionの開発元であるStability AIとStable Diffusionを利用した画像生成サービスを展開するMidjourney、DeviantARTの3社に対して訴訟を提起した。アンダーソンは『ワシントン・ポスト』紙の取材に対し、「AIは私の作品を盗んだ」と答えた一方、Stability AI、Midjourney、DeviantARTの3社はいずれも取材を拒否した。
全米漫画家協会会長のジェイソン・チャットフィールドは、多くのアーティストが画像生成AIの開発元企業に対し、同意と報酬、クレジットの付与を求めているとし、立法の遅れが予想されるため、技術の倫理的使用のために公開討論や訴訟が必要になると主張したほか、イラストレーター協会の元会長であるティム・オブライエンは、アーティストの名前をプロンプトとして使用するような、画像生成AIを許可すべきではないと主張した。
計算機科学者でプリンストン大学教授のアーヴィンド・ナラヤナンは、AIとクリエイターの対立について同様の意見を展開し、「画像生成AIを開発する企業は同意や補償なしに訓練用画像を収集するなど、アーティストに敵対するような方法で開発・デプロイを行っている」とした上で、「特定のアーティストの画風に寄せた画像生成ツールを許容することは、アーティストの労働や視覚的な独自性を明確に流用しているケースのように思える」と述べ、「開発者は、アーティストを訓練用の素材ではなく、パートナーや利害関係者として扱うこともできたはずだ」と画像生成AIの現状に異を唱えた上で、「この現状が必然だったと主張する人物は、企業が責任ある技術開発をできなかったことの言い訳をしているに過ぎない」と結論付けた。
ナラヤナンは、メディアによる画像生成AIの宣伝に関しても厳しく批判しており、それを過度に擬人化するなど誤解を招くような印象を蔓延させ、誇大広告に加担していると指摘している。また、ナラヤナンは「AI報道で気をつけるべき18の落とし穴」として、AIが人間と同じように学習すると暗示して人間の知能とAIを比較したりすることや、AIを電気の発明や産業革命のような歴史的な大転換に安易になぞらえることを批判している。
2023年4月3日、東京大学は理事・副学長の太田邦史の署名付き文章で、全学生・教員向けにMidjourney、 Stable Diffusion等の生成AIの利用に関する注意喚起を行った。画像生成AIが、インターネット上のコンテンツを取り込んで学習し、画像を生成しており、これらの元データの作成者が知らないうちに著作権を侵害されたとして、問題提起を行っている現状を指摘。将来的に画像生成AIが生み出したコンテンツが訴訟の対象になる可能性に言及した。

### ディープフェイク

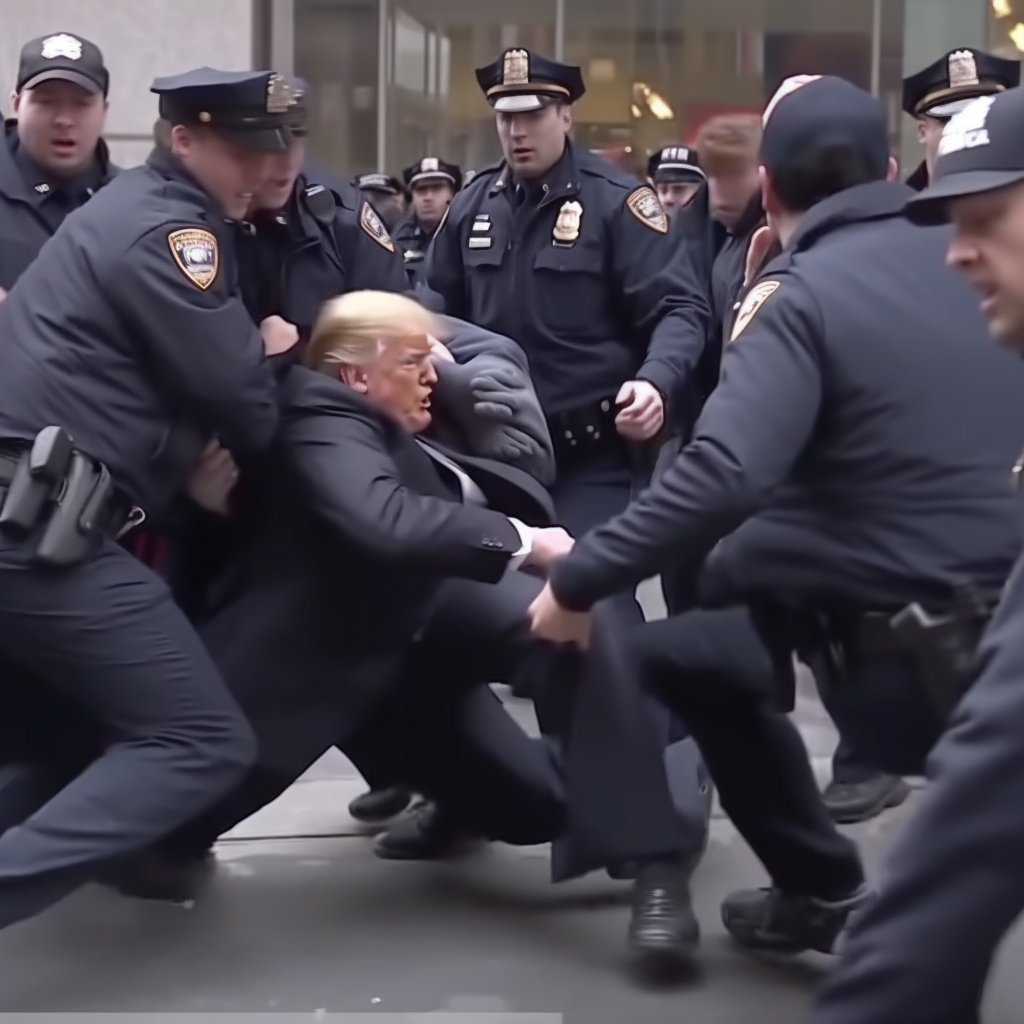
2023年に出回ったディープフェイク画像

2023年3月にはMidjourneyで作成されたドナルド・トランプ元大統領のディープフェイク画像が問題となった。オープンソースの調査機関の創設者であるエリオット・ヒギンズは「逮捕されて倒れているドナルド・トランプ」といったプロンプトをMidjourneyに入力して、警察官に拘束されたトランプの画像を捏造し、Twitterに投稿した。この衝撃的な画像は、すぐに「ドナルド・トランプ元大統領が逮捕され、刑務所に護送された」といったメッセージとともに、Facebookなどのソーシャルメディアで拡散された。
この事件について、米上院情報委員会の委員長であるマーク・R・ワーナーは「立法者は、合成された画像が偽情報の拡散や、混乱や不和を起こすために悪用される可能性について何年も前から警告してきた」と述べた上で、「製品が合理的に予見できる被害を直接的に可能にするのであれば、潜在的な責任を問われる可能性がある」と人工知能の危険性に対する企業の義務に言及した。

## ギャラリー
Midjourneyが作成した画像の一例
- プロンプト「月夜に銀河で満たされたプール（swimming pool filled with a galaxy on a moonlit night）」から作成
- アール・ヌーヴォー調の花の下に座る女性の画像
- 雨の降るサイバーパンクな街並みに佇む忍者たちの画像、ソフトウェアのコード「--ar 16:9」を使用して作成された。